# Liste der Biografien/Stoi
Liste der Biografien |
Portal Biografien |
Personensuche
# |
A |
B |
C |
D |
E |
F |
G |
H |
I |
J |
K |
L |
M |
N |
O |
P |
Q |
R |
S |
T |
U |
V |
W |
X |
Y |
Z |
?
 
Sa |
Sb |
Sc |
Sd |
Se |
Sf |
Sg |
Sh |
Si |
Sj |
Sk |
Sl |
Sm |
Sn |
So |
Sp |
Sq |
Sr |
Ss |
St |
Su |
Sv |
Sw |
Sy |
Sz
 
Sta |
Ste |
Sth |
Sti |
Stj |
Stl |
Sto |
Str |
Sts |
Stt |
Stu |
Stv |
Stw |
Sty
 
Stoa |
Stob |
Stoc |
Stod |
Stoe |
Stof |
Stog |
Stoh |
Stoi |
Stoj |
Stok |
Stol |
Stom |
Ston |
Stoo |
Stop |
Stoq |
Stor |
Stos |
Stot |
Stou |
Stov |
Stow |
Stox |
Stoy |
Stoz
Die Liste der Biografien führt alle Personen auf, die in der deutschsprachigen Wikipedia einen Artikel haben. Dieses ist eine Teilliste mit 65 Einträgen von Personen, deren Namen mit den Buchstaben „Stoi“ beginnt.

## Stoi
- Stoi, Elli (1902–1994), österreichische Kunsthandwerkerin
- Stoi, Volker (* 1970), deutscher Politiker (APPD)

### Stoia
- Stoia, Achim (1910–1973), rumänischer Komponist, Dirigent, Hochschullehrer und Musikethnologe
- Stoian, Adrian (* 1991), rumänischer Fußballspieler
- Stoian, Alexandra (* 1983), rumänische Biathletin
- Stoian, Ion (1927–2012), rumänischer Politiker (PCR) und Diplomat
- Stoian, Monica (* 1982), rumänische Speerwerferin
- Stoiana, Mary (* 2003), US-amerikanische Tennisspielerin
- Stoianoglo, Alexandr (* 1967), moldauischer Politiker
- Stoianov, Carmen (* 1950), rumänische Musikwissenschaftlerin
- Stoianov, Petru (* 1939), rumänischer Komponist

### Stoib
- Stoiber, Charlotte (* 1996), deutsche Schauspielerin
- Stoiber, Christoph (* 1981), deutscher Schauspieler
- Stoiber, Edmund (* 1941), deutscher Politiker (CSU), MdB, MdL, bayerischer Ministerpräsident von 1993 bis 2007Edmund Stoiber (* 1941)

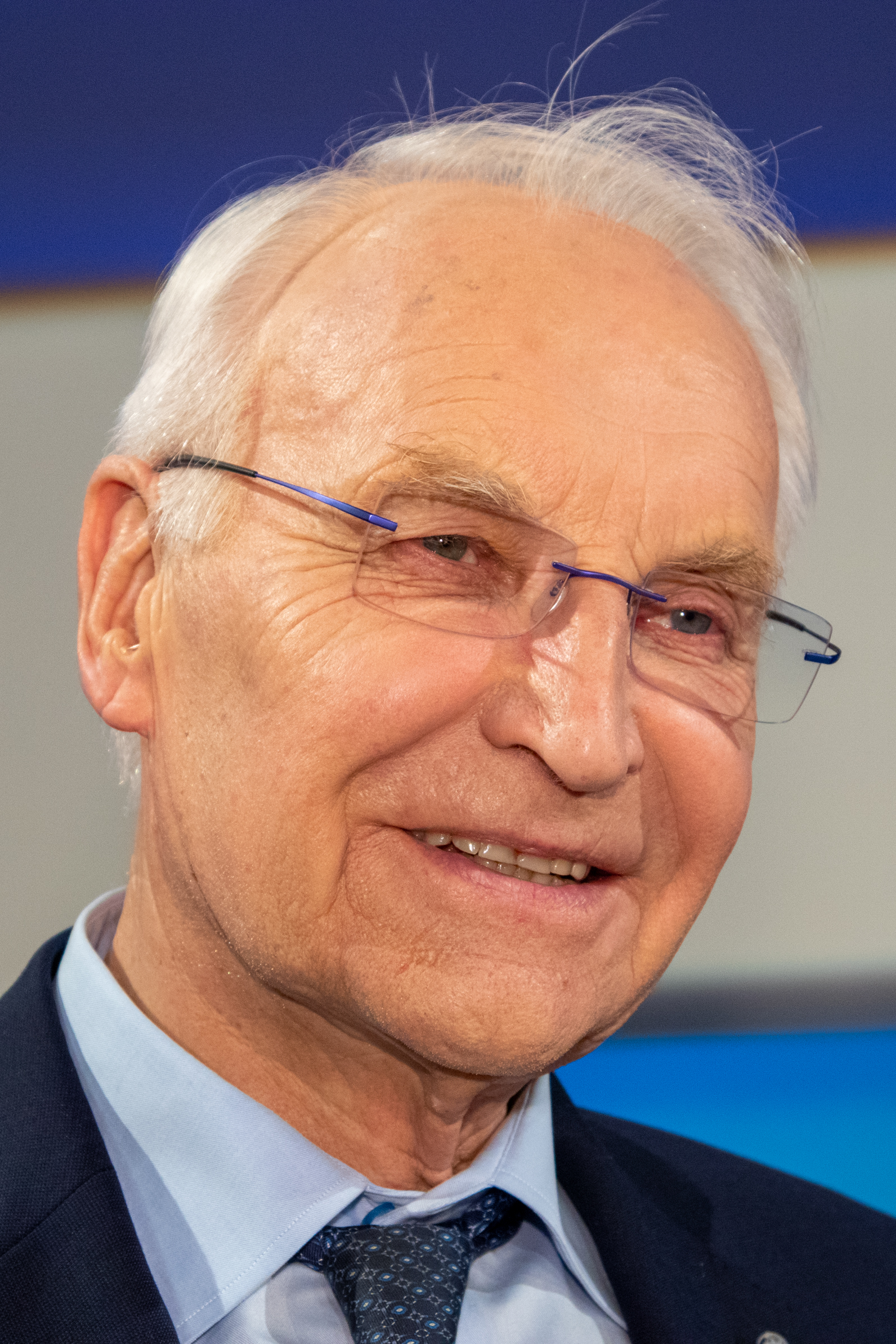
Edmund Stoiber (* 1941)

- Stoiber, Ernst (1922–1943), österreichischer Widerstandskämpfer
- Stoiber, Franz Josef (* 1959), deutscher Organist
- Stoiber, Friedrich (1904–1942), deutscher römisch-katholischer Geistlicher, Mill-Hill-Missionar und Märtyrer
- Stoiber, Hans Helmut (1918–2015), österreichischer Naturschützer und Dichter
- Stoiber, Karin (* 1943), deutsche Bankkauffrau, Ehefrau eines bayerischen Ministerpräsidenten
- Stoiber, Karl (1907–1994), österreichischer Fußballspieler
- Stoiber, Lisa Marie (* 1989), deutsche Film- und Theaterschauspielerin
- Stoiber, Michael (* 1970), deutscher Politikwissenschaftler
- Stoiber, Ranah Akua (* 2005), britische Tennisspielerin
- Stoiber, Rudolf (1925–2013), österreichischer Rundfunkkorrespondent in den USA und Autor
- Stoiber, Tom (* 2006), deutscher Basketballspieler

### Stoic
- Stoica, Alin (* 1979), rumänischer Fußballspieler
- Stoica, Chivu (1908–1975), rumänischer kommunistischer PolitikerChivu Stoica (1908–1975)

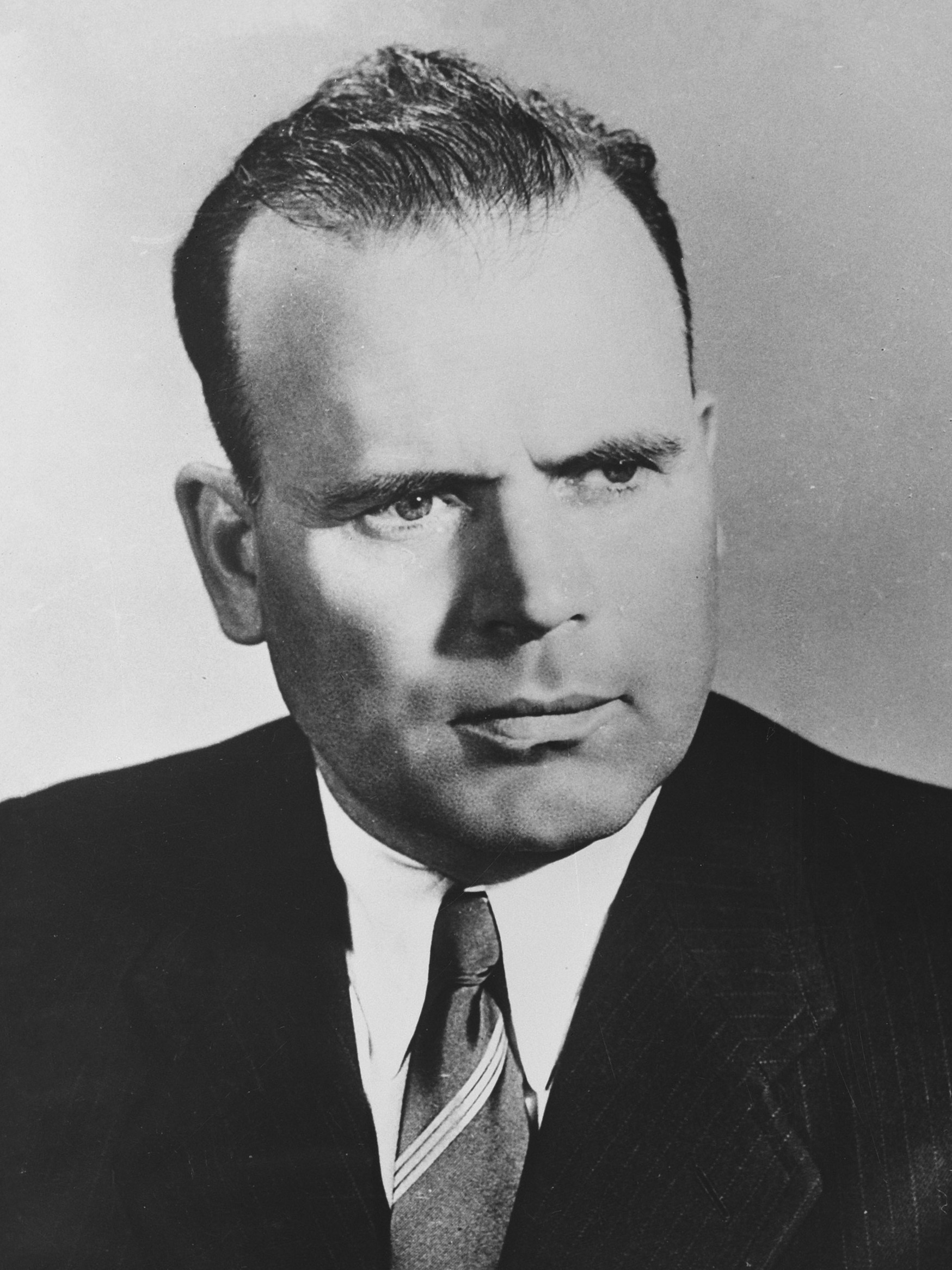
Chivu Stoica (1908–1975)

- Stoica, Dorel (* 1978), rumänischer Fußballspieler und -trainer
- Stoica, Gheorghe (1900–1976), rumänischer Politiker (PCdR, PMR, PCR), Diplomat
- Stoica, Ion (* 1939), rumänischer Radrennfahrer
- Stoica, Razvan (* 1986), rumänischer Violinist
- Stoica, Ștefan (* 1967), rumänischer Fußballspieler und -trainer
- Stoica, Tudorel (* 1954), rumänischer Fußballspieler
- Stoican, Flavius (* 1976), rumänischer Fußballspieler und -trainer
- Stoichiță, Mihai (* 1954), rumänischer Fußballspieler und -trainer
- Stoichiță, Victor (* 1949), rumänisch-spanischer Kunstwissenschaftler

### Stoig
- Stoignew († 955), Heerführer der Slawen in der Schlacht an der Raxa

### Stoik
- Stoika, Melinda (* 1977), ungarisch-österreichische Sängerin, DJ und Musikproduzentin
- Stoikow, Todor (* 1977), bulgarischer Basketballspieler

### Stoil
- Stoiljković, Jovana (* 1988), serbische Handballspielerin
- Stoilov, Petr (* 1975), tschechischer Fußballspieler
- Stoilov, Stojanče (* 1987), nordmazedonischer Handballspieler und -trainer
- Stoilow, Aleks (* 2000), bulgarischer Eishockeyspieler
- Stoilow, Konstantin (1853–1901), bulgarischer Politiker und Ministerpräsident
- Stoilow, Konstantin (* 2002), bulgarischer Skirennläufer
- Stoilow, Simion (1887–1961), rumänischer Mathematiker
- Stoilow, Stanimir (* 1967), bulgarischer Fußballspieler und -trainer
- Stoilow, Stojtscho (* 1971), bulgarischer Fußballspieler

### Stoim
- Stoimaier, Thomas (* 1971), österreichischer Politiker (SPÖ)
- Stoimenow, Petar (* 1960), bulgarischer Boxer
- Stoimenowa, Wassja (* 1991), bulgarische Biathletin
- Stoimirović, Aleksandar (* 1982), serbischer Fußballspieler

### Stoin
- Stoinis, Marcus (* 1989), australischer Cricketspieler

### Stois
- Stoisavljevic, Raoul (1887–1930), österreichischer Jagdflieger und Flugpionier
- Stoiser, Karl (1923–2007), österreichischer Politiker (SPÖ), Mitglied des Bundesrates
- Stoisits, Terezija (* 1958), österreichische Politikerin (Grüne), Abgeordnete zum Nationalrat
- Stoislaw I., Stammvater der Fürsten von Putbus
- Stoisser, Hans (1927–2022), österreichischer Unternehmer und Politiker (ÖVP), Bürgermeister von Leibnitz, Landtagsabgeordneter der Steiermark

### Stoit
- Stoitschkow, Antoni (* 1991), bulgarischer Naturbahnrodler
- Stoitschkow, Christo (* 1966), bulgarischer Fußballspieler und -trainer, HonorarkonsulChristo Stoitschkow (* 1966)

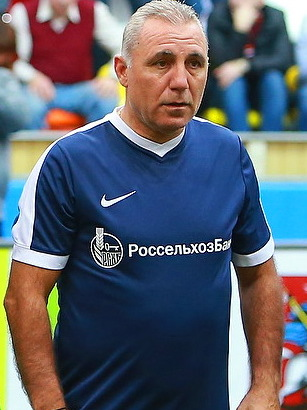
Christo Stoitschkow (* 1966)

- Stoitzner, Josef (1884–1951), österreichischer Maler und Grafiker
- Stoitzner, Konstantin (1863–1933), österreichischer Maler
- Stoitzner, Siegfried (1892–1976), österreichischer Künstler und Ansichtskartenverleger

### Stoiu
- Stoius, Matthias (1526–1583), deutscher Mathematiker und Mediziner

### Stoiz
- Stoizow, Iwan (* 1985), bulgarischer Gewichtheber